# Nirriti
Nirriti (din sanscrită: nírriti - dezagregare, nelegiuire) este zeița nenorocirii și a calamităților, în mitologia vedică, personificare a dezastrelor și distrugerii, ca și a nenorocirilor rezultate din păcat și în genere simbol al dezagregării prin moarte. Era socotită soția zeului Adharma.

## Sursă
- Kernbach, Victor (1995).  Editura Albatros, ed. Dicționar de Mitologie Generală. București. ISBN 973-24-0336-5. Verificați datele pentru: |date= (ajutor)